# Camp de la carretera d'Horta
Camp de la carretera d'Horta var FC Barcelonas tredje hjemmebane. Den første kamp spilles den 23. november 1901, mod et hold fra klubben Calliope. Banen benyttes indtil 1905, hvorefter klubben flytter til Camp del Carrer Muntaner.